# Violetta Ignatieva
Violetta Ignatieva (16 de enero de 2002) es una deportista de Rusia que compite en atletismo. Ganó una medalla de oro en el Campeonato Mundial de Atletismo Sub-20 de 2021, en la prueba de lanzamiento de disco.